# Thierry Lacroix
Thierry Lacroix (2. března 1967, Nogaro) je bývalý francouzský ragbista, který hrál jako útoková spojka. Na MS 1995 se stal se 112 body nejproduktivnějším hráčem šampionátu a pomohl Francii k 3. místu. Za Francii odehrál 43 zápasů a připsal si 367 bodů (1989 – 1997). V roce 1993 se stal vítězem Poháru 5 zemí. V roce 1994 si připsal nejvíce bodů (297) ve francouzské lize. V roce 1996 a 1997 vyhrál jihoafrickou ligu s klubem Natal Sharks.
Po konci kariéry se dal na komentování ragby. Je vyučený fyzioterapeut. V roce 2021 se stal součástí andorrského klubu hrající v nižší francouzské lize v oblasti ekonomie.

## Klubová kariéra
- 1987 – 1995 US Dax
- 1995 – 1996 Natal Sharks
- 1997 – 1999 Harlequins FC
- 1999 – 2000 Saracens
- 2000 – 2002 USA Perpignan
- 2002 – 2004 Castres Olympique